# 7e millennium v.Chr.
Het zevende millennium v.Chr. loopt vanaf 7000 tot 6001 v.Chr. Dit komt overeen met 8.950 BP.

## Klimaat
- 6200 v.Chr. :koudeperiode. Na een periode van globale temperatuur daling volgt het zogeheten Atlanticum (het Holocene klimaatoptimum).

## Azië

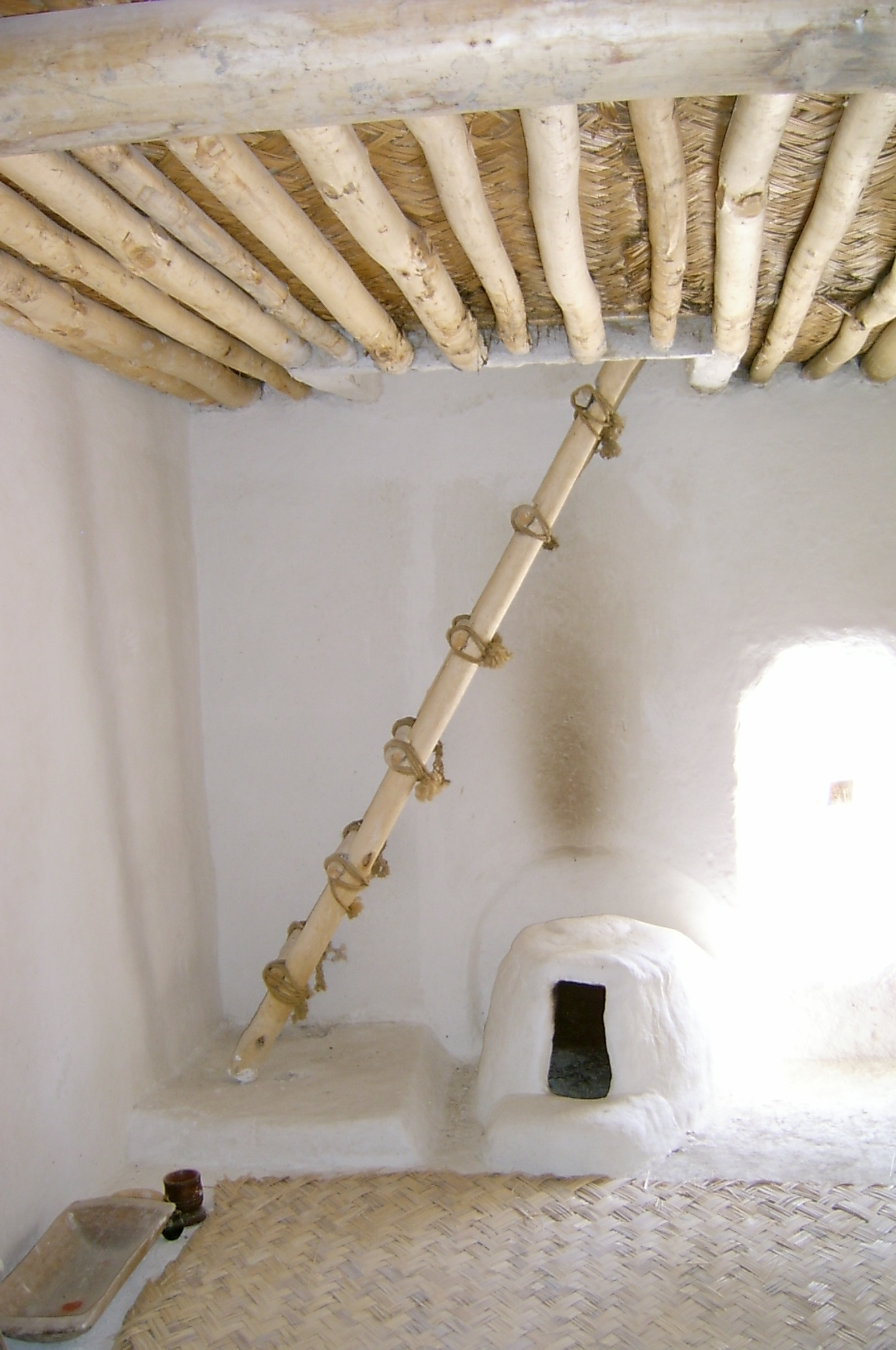
On-site restauratie van een typisch interieur in Çatal Hüyük

- 7000-6500 v.Chr. - Best bekende site van de landbouwcultuur in Zuid-Azië is Mehrgarh. Deze eerste boeren domesticeerden het graan en een grote variëteit dieren, vooral rundvee. Ze legden de basis voor de latere Indusbeschaving.
- 7000 v.Chr. - Het varken wordt in Anatolië tot huisdier gemaakt.
- 7000 v.Chr. - De nederzetting van Çatalhöyük wordt gesticht in het huidige Turkije. Later is er landbouw met tarwe, gerst, erwten en linzen. Ook appels, amandelen en pistache-noten worden verzameld en er is rundvee. Obsidiaan wordt gedolven op de vulkanische Hasan-berg. Çatalhöyük is ook een van de eerste plaatsen waar koper bewerkt wordt. Het metaal is echter voornamelijk van ornamenteel nut omdat het te zacht is voor gebruik als werktuig. De locatie is ook de eerste plek waar linnen aangetroffen wordt.
- 7000 v.Chr. - Op Nieuw-Guinea begint landbouw van tarowortel op gang te komen.
- Aardewerk verschijnt nu op vele plaatsen in het Midden-Oosten, het Middellandse Zeegebied, in het westen tot in Spanje en in het zuiden tot in Ethiopië.
- vanaf 6500 v.Chr. verschijnen in Syrië en Mesopotamië spintollen die de verwerking van vlas, hennep, wol enz. vergemakkelijken. In Tell Sabi Abyad  werden gedurende Operatie I in total 64 ervan gevonden, daterende van ca. 6200 tot 5800 v.Chr. (geijkt).[1]

## Amerika
- 7000 v.Chr. - In het Amazonebekken wordt cassave verbouwd.
- 7000 v.Chr. - In Meso-Amerika worden pompoenen en pepers verbouwd.
- 6300 v.Chr. - In Peru worden speciale gewassen ontwikkeld voor de hoogvlakte. Ook aardappels worden verbouwd.

## Afrika
- vanaf ca 6500 v.Chr. - Het wilde rund wordt tot huisdier gemaakt in wat nu de Sahara is. In deze tijd is er slechts een smalle strook woestijn in het midden van dit uitgestrekte gebied. Er zijn veel rotsschilderingen van de rijke fauna met olifanten, giraffen, neushoorns en verschillende soorten antilopen.
- ca 6200 v.Chr. - Er zijn aanwijzingen dat in het Saharagebied al gierst en sorghum verbouwd wordt. Ook gerst wordt aangetroffen, waarschijnlijk is dit uit Zuidwest-Azië ingevoerd.

## Europa
- ca 6500 v.Chr. - Groot-Brittannië wordt een eiland. Het zeeniveau blijft stijgen en een groot deel van het Noordzeegebied, waaronder het Doggerland, verdwijnt onder de golven. Dit proces wordt bespoedigd door tsunami’s veroorzaakt door de Storrega-aardverschuiving.
- Landbouw bereikt de Balkan, waarschijnlijk vanuit Anatolië.
- ca 6200 v.Chr. - De oudste landbouwnederzettingen op Sicilië, waarschijnlijk van de Balkan afkomstig.
- Ca 6200 v.Chr. – De eerste neolithische cultuur verschijnt in Zuidoost-Europa: het Starčevo-Köröscomplex.
- Ca 6000 v.Chr. – Vinčacultuur in Zuidoost-Europa

<<< · 10e · 9e · 8e · 7e · 6e · 5e · 4e · 3e · 2e · 1e · "0" · 1e · 2e · 3e · 4e